# Полезине Дзибело
Полѐзине Дзибѐло (на италиански: Polesine Zibello, на местен диалект: Pülèsan Zibel, Пюлезан Дзибел) е община в Северна Италия, провинция Парма, регион Емилия-Романя. Административен център на общината е село Дзибело (Zibello), което е разположено на 35 m надморска височина. Населението на общината е 3194 души (към 2018 г.).
Общината е създадена в 1 януари 2016 г. Тя се състои от предшествуващите общини Дзибело и Полезине Парменсе.